# Perry County (Missouri)
Perry County is een county in de Amerikaanse staat Missouri.
De county heeft een landoppervlakte van 1.229 km² en telt 18.132 inwoners (volkstelling 2000). De hoofdplaats is Perryville.